# Heribert von Larisch
Heribert von Larisch (* 18. Juli 1894 in Freiburg im Breisgau; † 16. Mai 1972 in Hamburg) war ein deutscher Offizier, zuletzt Generalleutnant im Zweiten Weltkrieg.

## Leben
Heribert von Larisch trat am 5. Februar 1914 als Fahnenjunker in das 2. Großherzoglich Mecklenburgische Dragoner-Regiment Nr. 18 (Parchim) ein, mit dem er nur wenige Monate später in den Ersten Weltkrieg zog. Mitte September 1914 folgte die Beförderung zum Leutnant. Es folgte bis Februar 1918 sein Einsatz im Regimentsverband der Parchimer Dragoner und er wurde im Anschluss Kompanieführer im 359. Infanterie-Regiment des 206. Infanterie-Regiments. Nachdem das 359. Infanterie-Regiment aufgelöst wurde, kehrte Oberleutnant von Larisch Mitte Dezember 1918 bis Ende März 1920 mit unterschiedlichen Aufgaben zum Parchimer Regimentsverband zurück.
Nach dem Dienst in der Vorläufigen Reichswehr, begann er im Februar 1920 ein Studium an der Universität von Rostock. Am 31. März 1920 wurde er aus der Armee verabschiedet. Er verfasste 1924 die Regimentsgeschichte der Parchimer Dragoner im Ersten Weltkrieg.
Am 1. November 1933 erfolgte als Hauptmann sein Wiedereintritt in die Armee. Ab 1. Oktober 1937 war er Lehrer an die Kriegsschule Hannover. Ab 1. September 1939 hatte er die Führung über I./Infanterie-Regiment 167. Vom 10. Januar 1940 bis 30. Juni 1941 war er Kommandeur vom III./Infanterie-Regiment und wurde in dieser Position am 1. Februar 1940 Oberstleutnant. Ab 1. Juli 1941 führte er das Infanterie-Regiment 440, welche später zur 1. Festungs-Brigade Kreta kam. Am 1. Oktober 1941 wurde er Oberst. Ab 1. Oktober 1942 war er Kommandeur der Brigade und hatte auch nach der Überführung der Brigade in den Eisenbahn-Sicherungsstab Kroatien Ende November 1942 die Führung behalten. Im Juli und August 1943 besuchte er den Divisions-Führer-Lehrgang. Nach der Auflösung des Sicherungsstabes übernahm er von November 1943 bis Februar 1944 als Vertreter von Hans Traut die 78. Infanterie-Division und wurde am 1. April 1944 Generalmajor. Ab 14. Februar 1944 war er Kommandeur der 129. Infanterie-Division. Am 1. Oktober 1944 erhielt er seine Beförderung zum Generalleutnant. Mitte Februar 1945 gab er das Kommando ab. Vom 15. März 1945 bis Kriegsende war er Kommandeur der Infanterie-Schule Döberitz.
Er war seit 1917 mit Ellen Edle von Xylander (1895–1972) verheiratet.

## Auszeichnungen
- Eisernes Kreuz (1914) II. und I. Klasse
- Spange zum Eisernen Kreuz II. und I. Klasse
- Deutsches Kreuz in Gold am 1. September 1944
- Ritterkreuz des Eisernen Kreuzes am 26. Dezember 1944

## Schrift
- Das 2. Großherzoglich Mecklenburgische Dragoner-Regiment Nr. 18 im Weltkrieg 1914–1918. Verlag Gerhard Stalling, Oldenburg 1924.